# Tony Soprano
Anthony John "Tony" Soprano, Sr. é um personagem fictício, protagonista da série de televisão americana The Sopranos, da HBO. Interpretado por James Gandolfini, o personagem foi concebido pelo criador e show runner da série, David Chase, que também é o principal responsável pelo seu arco de história durante as seis temporadas do programa. Bobby Boriello interpreta Tony Soprano como criança, em um episódio, e Danny Petrillo quando adolescente, em três outros.
Tony, na série, é um capo da família DiMeo, pertencente à máfia italiana do estado de Nova Jérsei, no início da série; entre a primeira e a segunda temporadas ele é promovido a chefe, título que manteve durante o restante da série (seu tio, Corrado "Junior" Soprano, é o chefe oficialmente, porém ele exerce pouco ou nenhum poder sobre a família). Ao longo da série, Tony luta para equilibrar as necessidades conflitantes de suas "duas famílias"; sua família real, formada pela esposa, Carmela, a filha Meadow, o filho Anthony "A.J." Soprano, Jr. e a mãe, Livia — e a organização criminosa que ele chefia. Também luta contra uma depressão e frequentes ataques de pânicos; por este motivo, ele procura se tratar com a dra. Jennifer Melfi, no primeiro episódio, e permanece fazendo análise durante o resto da série.